# PATHE
Die Autobahn Patra-Athen-Thessaloniki-Evzoni (Akronym: PATHE – griechisch ΠΑΘΕ) verläuft über 730 km auf dem griechischen Festland einschließlich der Peloponnes von Süden nach Norden und stellt die wichtigste Verkehrsader Griechenlands dar. Sie besteht aus der Autobahn 1 (A1) (Athen-Thessaloniki-Evzoni) und der Autobahn 8 (A8) (Patras-Korinth-Athen). In den nicht als Autobahn ausgebauten Abschnitten wird die Relation PATHE durch die Nationalstraße 1 (E.O. 1) und die Nationalstraße 8a (E.O. 8a) dargestellt.
Die Strecke verläuft von der großen Hafenstadt Patras auf Nord-Peloponnes aus, über den Isthmus von Korinth zur Hauptstadt Athen, weiterhin über Thessaloniki vorbei zum Dorf Evzoni, der Übergangsstelle an der griechisch-nordmazedonischen Grenze. Thessaloniki selbst wird dabei durch einen Zubringer an die PATHE angebunden: ein Teil dieses Zubringers (Autobahnkreuz Axios bis Autobahnkreuz Kalochori) ist mittlerweile Bestandteil der Autobahn 2 (A2; Egnatia Odos). Die „PATHE“ verbindet mit ihrem Verlauf 11 Präfekturen (Landkreise) und 14 Städte, führt an 9 Häfen und 6 Flughäfen vorbei, was ihr große Bedeutung für die griechische Infrastruktur verleiht.
Das Werk wird vom griechischen Staat und EU-Ressourcen des EFRE (Europäischer Fonds für regionale Entwicklung) finanziert. Die ganze Autobahn soll aus zwei separaten geschlossenen Fahrbahnen bestehen, abgetrennt durch eine Betonschutzwand und stellenweise Schutzplanken. Zwei bis drei Fahrspuren zuzüglich einem Seitenstreifen pro Richtung sind vorgesehen. Der Bau soll plangemäß 2012 abgeschlossen werden mit der Fertigstellung der technisch anspruchsvollsten Teile der Autobahn entlang dem Tempe-Tal. Für die noch zu bauende Strecke von ca. 200 km  müssen Tunnel in einer Gesamtlänge von 23 km und zwei große Brücken angelegt werden. Weitere Ausbaustrecken sind Korinth-Rio (Nordküste Peloponnes) und Thermopylen-Lamia-Raches (Malischer Golf). Der Abschnitt vom Autobahnkreuz Axios bei Thessaloniki bis zur Anschlussstelle Polykastro ist als zweispurige Fahrbahn mit Gegenverkehr mit jeweils 1 Standstreifen realisiert. In diesem Abschnitt ist allein die Kreuzung der PATHE mit der Nationalstraße 2 (Griechenland)|Nationalstraße 2 (E.O. 2) in Form eines Autobahnkreuzes ausgeführt (2 getrennte Richtungsfahrbahnen mit jeweils 3 Fahrstreifen pro Richtung). Der Abschnitt von der Anschlussstelle Polykastro bis an den Grenzübergang Evzoni ist als Autobahn mit 2 getrennten Richtungsfahrbahnen mit jeweils 2 Fahrstreifen und einem Standstreifen realisiert.

## Galerie

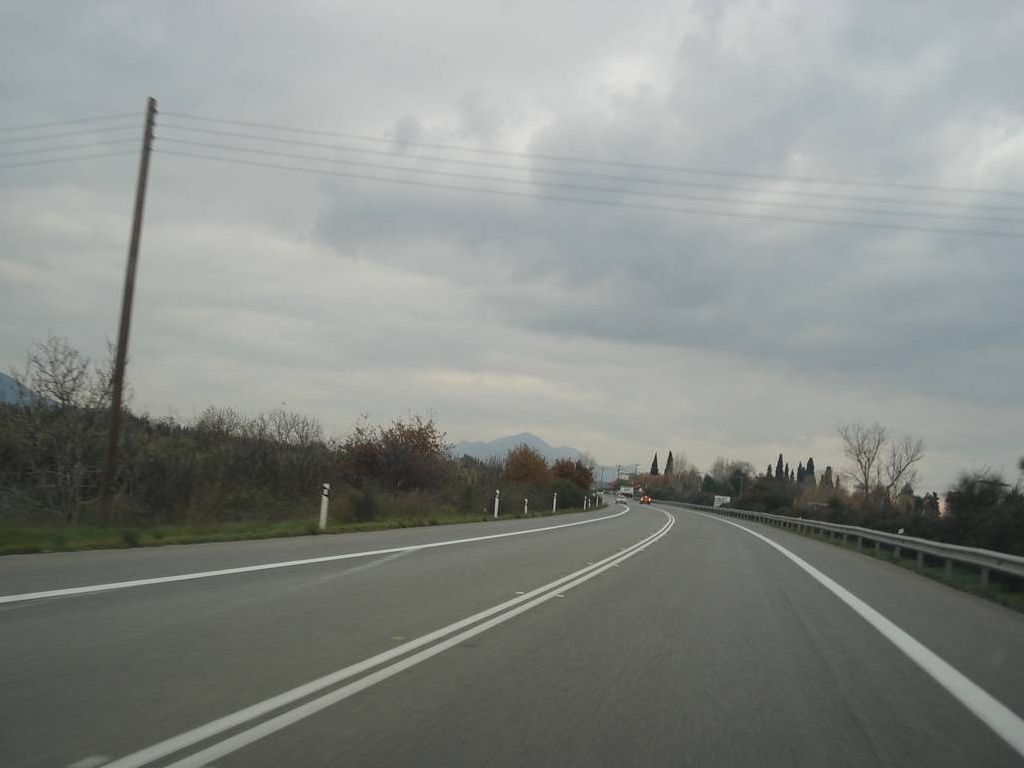
PATHE. Abschnitt Stylida-Karavomylos (Malischer Golf). Ausbauzustand als Nationalstraße 1 (Autobahn 1 in Bau).
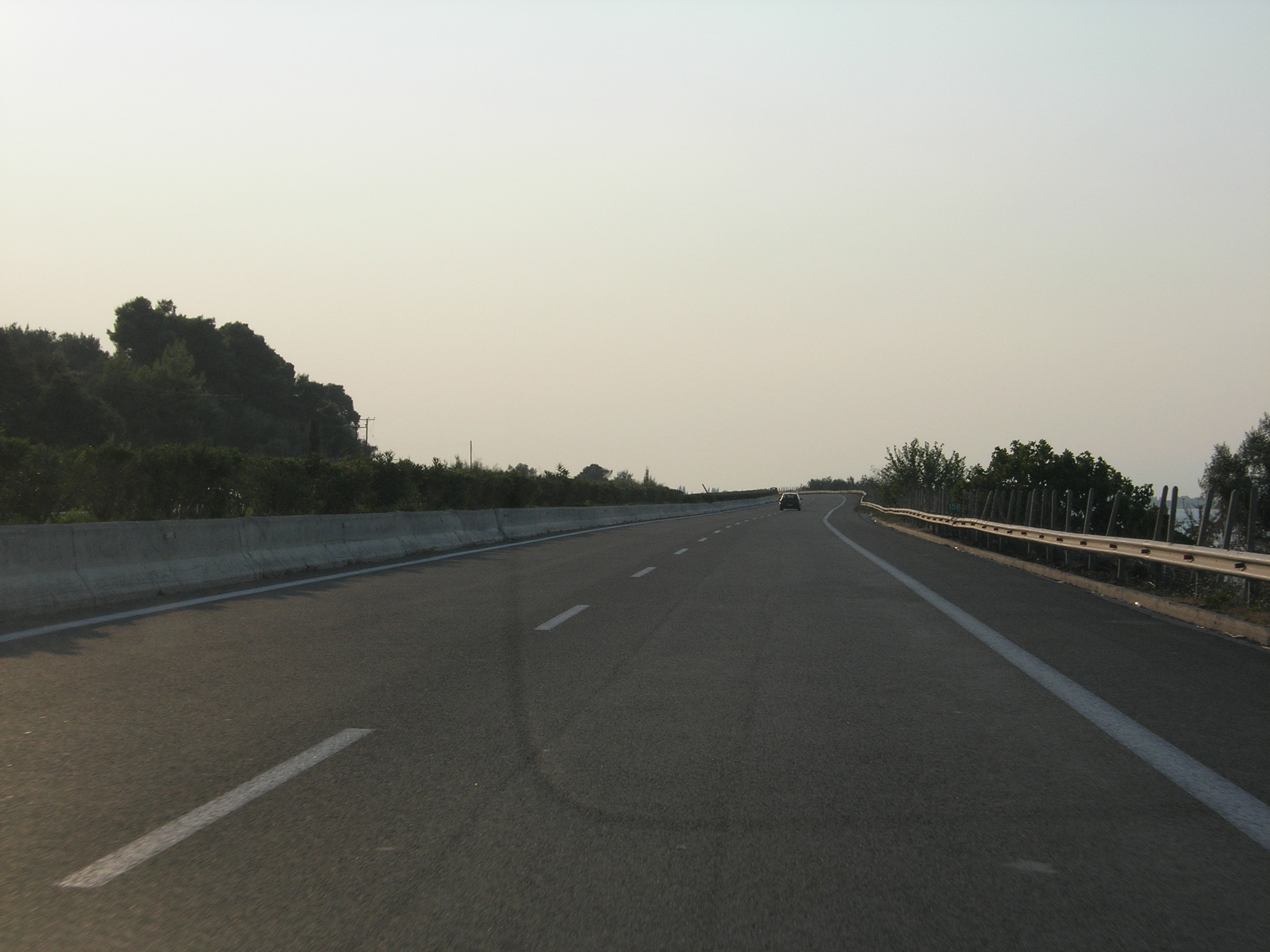
PATHE. Abschnitt Athen-Thiva bei Atalanti. Ausbauzustand als Autobahn 1.
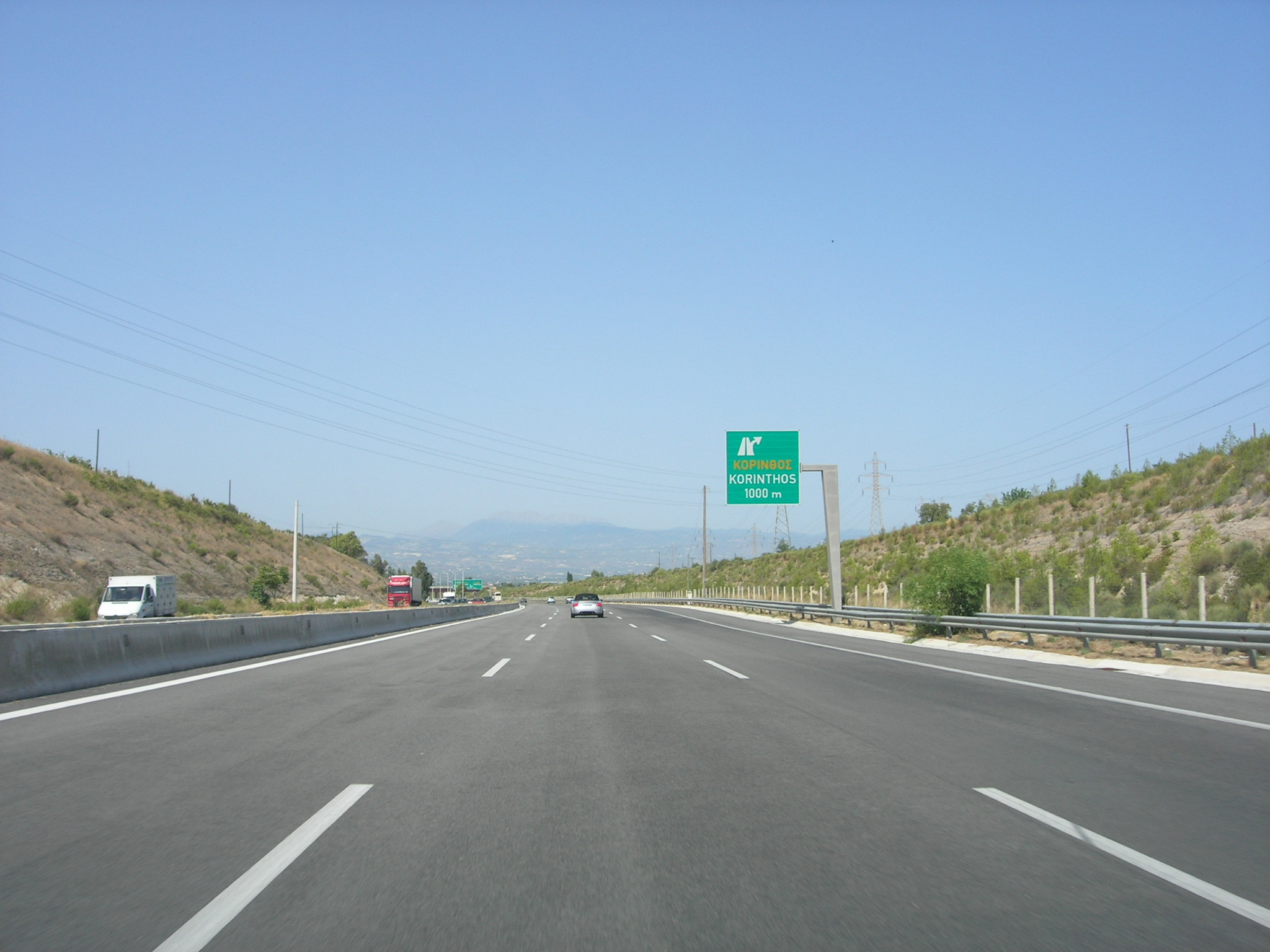
PATHE. Abschnitt Patras-Athen bei Korinth. Ausbauzustand als Autobahn 8.
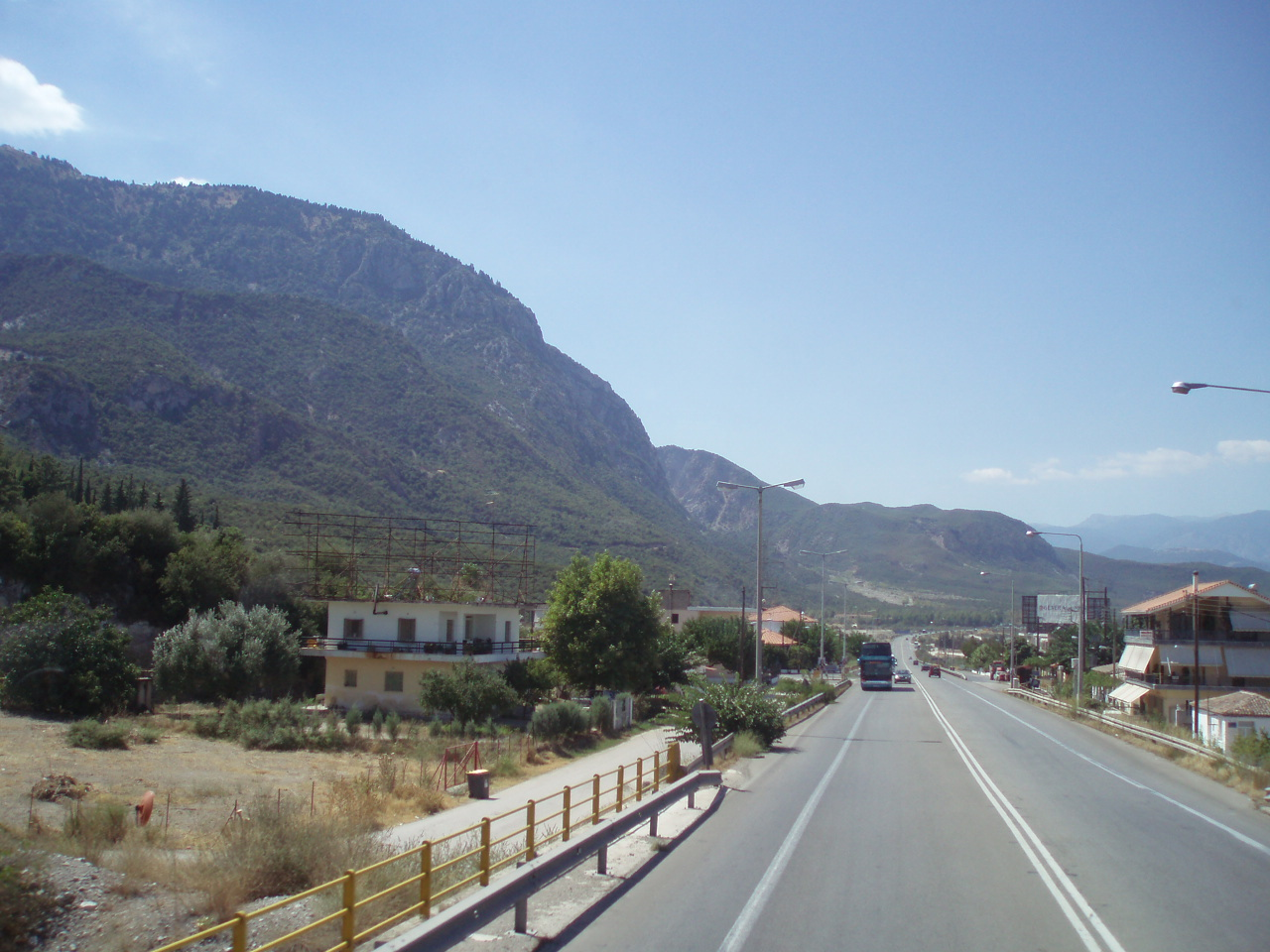
PATHE. Abschnitt Lamia-Thiva bei Thermopylen. Ausbauzustand als Nationalstraße 1.
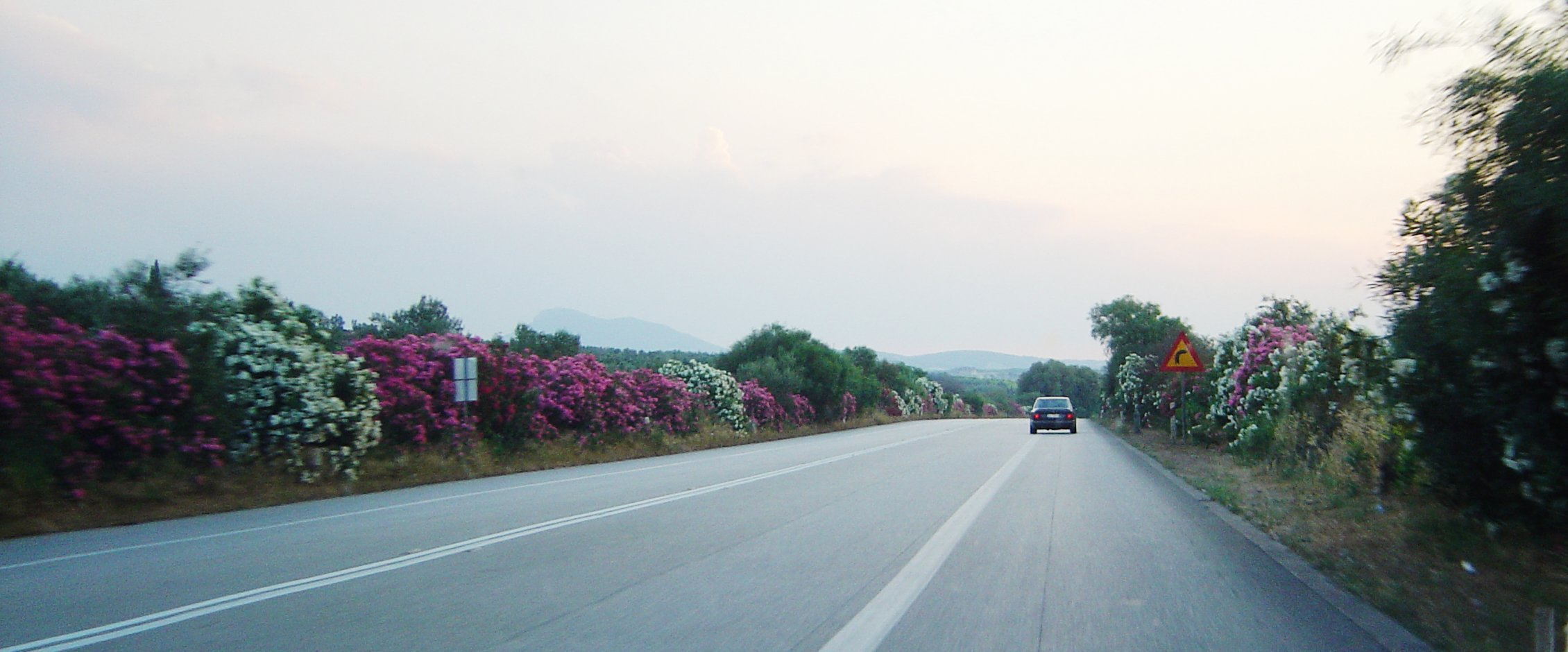
PATHE. Abschnitt Korinth-Patras. Ausbauzustand als Nationalstraße 8.
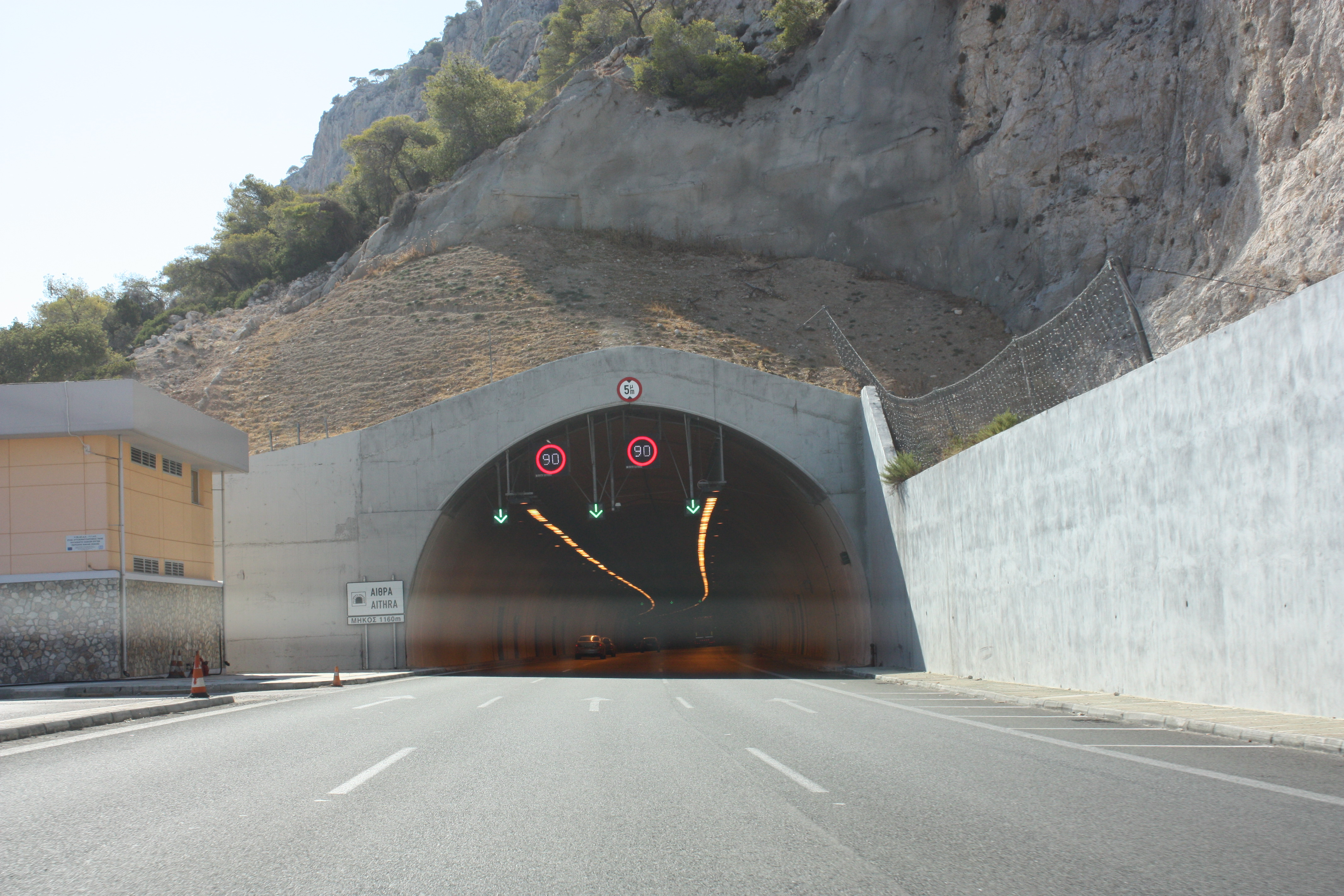
PATHE. Abschnitt Athen-Korinth bei Kakia Skala. Ausbauzustand als Autobahn 8 (Athira-Tunnel).
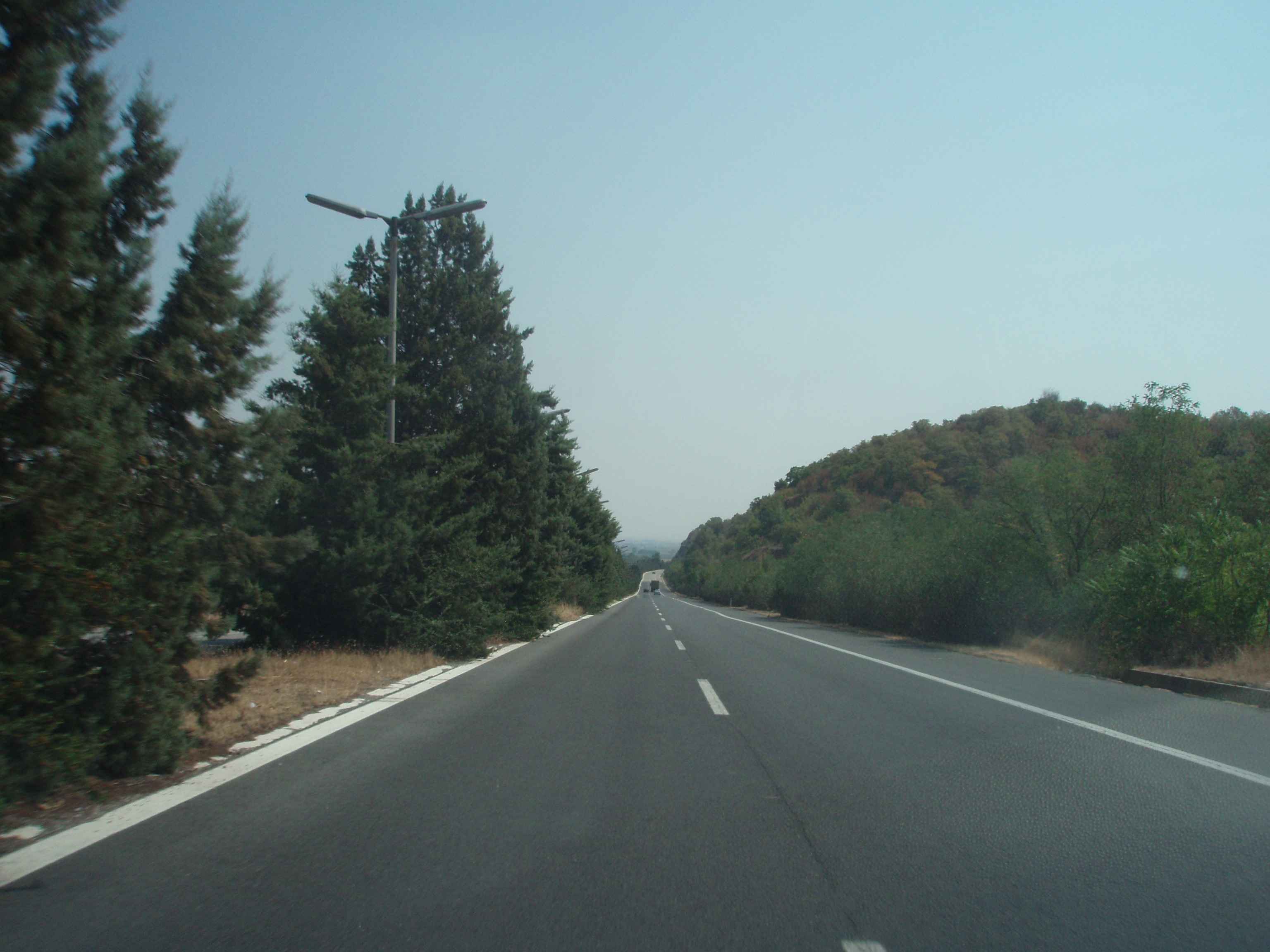
PATHE. Abschnitt Polykastro-Evzoni. Ausbauzustand als Autobahn 1.